# Teresa Hoyos
Teresa Hoyos (Madrid, 1918 – Águilas, 11 de octubre de 2010) fue una política española, activa militante del Partido Comunista de España y del Partido Comunista Francés.

## Biografía
Teresa Hoyos fue una joven militante del Partido Comunista nada más crearse en Madrid. Durante la Guerra Civil trabajó como enfermera en  el frente de Madrid, donde conoció a un oficial de las Brigadas Internacionales, Gabriel Fort, que había quedado ciego en el conflicto, y con el que años más tarde se casó y tuvo dos hijos. Exiliada con su marido en Francia, rápidamente se integró en la estructura del Partido Comunista Francés y destacó por su apoyo y ayuda a los refugiados españoles. 
Teresa Hoyos fue también una activista en pro de los huérfanos de los miembros de la Resistencia francesa durante la invasión del país por la Alemania Nazi. Tras la guerra falleció su marido, y ella continuó su ayuda a los refugiados, momento en el que conoció a Horacio Fernández Inguanzo, «El Paisano», histórico dirigente comunista asturiano, al que acogía en su casa. En 1962 se casó con Fernández Inguanzo, con el que vivió al regresar a España tras la muerte del dictador Franco.